# Katharina Schiechtl
Katharina Schiechtl (født 27. februar 1993) er en kvindelig østrigsk fodboldspiller, der spiller forsvar for tyske i Werder Bremen i 1. Frauen-Bundesliga og Østrigs kvindefodboldlandshold. 
Schiechtl var med til nå semifinalen ved EM i fodbold 2017 i Holland, sammen med resten af det østrigske landshold. Hun blev også udtaget til landstræner Irene Fuhrmanns officielle trup mod EM i fodbold for kvinder 2022 i England. Hun fik sin officielle debut på A-landsholdet den 14. juni 2013 i 3–0-sejren over Finland.